# Spoorlijn 88A
Spoorlijn 88A is een Belgische spoorlijn die Doornik via Rumes met Frankrijk verbond. De lijn was 12,6 km lang.

## Geschiedenis
Op 30 december 1883 werd de spoorlijn officieel geopend door de Belgische Staatsspoorwegen. In 1950 werd het reizigersverkeer tussen Doornik en Rumes opgeheven, grensoverschrijdend reizigersverkeer was al eerder stopgezet. Nadien bleef er nog lange tijd goederenverkeer: op het baanvak Doornik - Rumes tot in 1964, op het baanvak Doornik - Chercq tot in 1988, op het baanvak Doornik - Allain tot in 1994. Tegenwoordig is de lijn volledig opgebroken.
De spoorlijn was enkelsporig en werd nooit geëlektrificeerd.

## Aansluitingen
In de volgende plaatsen was er een aansluiting op de volgende spoorlijnen:
Doornik
Spoorlijn 78 tussen Saint-Ghislain en Doornik
Spoorlijn 87 tussen Zullik en Doornik
Spoorlijn 94 tussen Halle en Blandain
Rumes
RFN 264 000, spoorlijn tussen Pont-de-la-Deûle en Bachy-Mouchin